# Aegiali
Aegiali (Aigiali) är en ort i Grekland.   Den ligger i prefekturen Kykladerna och regionen Sydegeiska öarna, i den sydöstra delen av landet, 230 km sydost om huvudstaden Aten. Aegiali ligger 418 meter över havet och antalet invånare är 261. Den ligger på ön Amorgos.
Terrängen runt Aegiali är huvudsakligen kuperad, men söderut är den platt. Havet är nära Aegiali åt nordost.  Närmaste större samhälle är Amorgos, 11,7 km sydväst om Aegiali. 